# Abraham John Valpy
Abraham John Valpy (Reading, 1787 — Londres, 19 de novembro de 1854) foi um impressor e editor inglês.

## Juventude
Valpy foi o segundo filho do professor de ensino secundário em Reading, Richard Valpy e de sua segunda esposa, Mary, filha de Henry Benwell de Caversham, Berkshire. Após ser instruído por seu pai na escola de Reading, foi matriculado no Pembroke College, em Oxford, em 25 de abril de 1805. Graduou-se Bachelor of Arts em 1809 e Masters of Arts em 1811. Em 1809, imprimiu, para circulação restrita, Poemata quæ de præmio Oxoniensibus posito annis 1806, 1807, et 1808 infeliciter contenderunt.
Valpy publicou em Reading, em dezembro de 1804, quando ainda era um estudante, e com a colaboração de outros alunos, um volume da Epistolæ M. T. Ciceronis excerptæ de Cícero, que alcançou uma quinta edição em 1829. Ele tinha o sonho de um dia rivalizar com o fama de Aldo Manúcio como um impressor clássico e editor, e com este objetivo foi trabalhar como aprendiz de um empresário de Londres, Humphrey Gregory Pridden.

## Carreira profissional

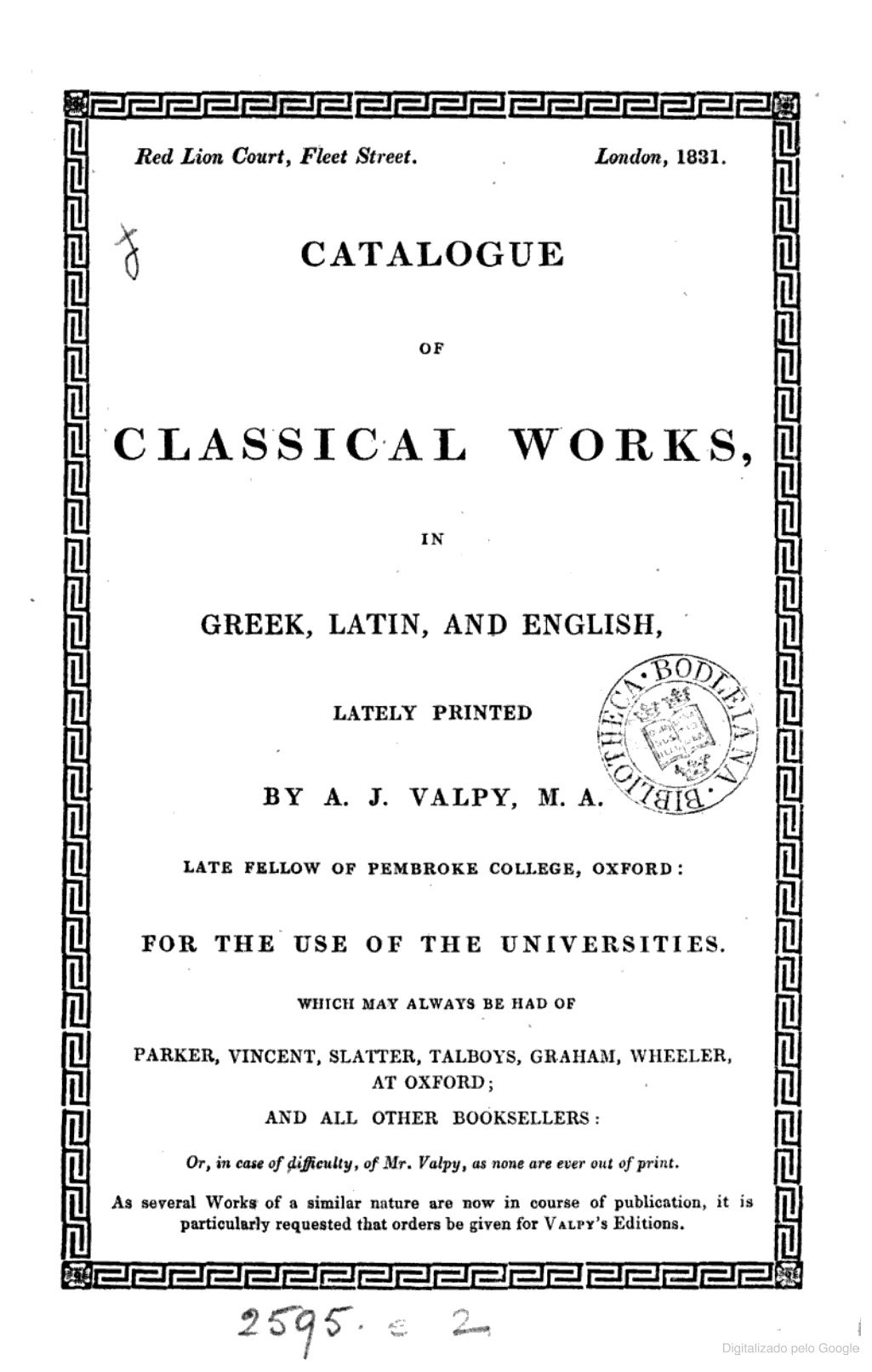
Catálogo de obras clássicas ... impresso recentemente por A.J. Valpy (1831)

Valpy iniciou a sua atividade como profissional em Took's Court, Chancery Lane. Por muitos anos, publicou, sob a sua própria edição ou sob a supervisão de algum erudito clássico, numerosas obras, especialmente da literatura clássica. O principal trabalho editado por ele mesmo foi uma edição de Tácito, de Gabriel Brottier, lançado em 1812, em cinco volumes, e foi depois mais de uma vez reeditado. Seus principais assistentes na edição foram Edmund Henry Barker de Thetford, George Burges, George Dyer, e Thomas Smart Hughes. A maioria dos volumes que publicou trazia na folha de rosto o digama grego (Ϝ), que ele adotou como uma marca e monograma. Em 1837, vendeu seus materiais de impressão, distribuiu o seu grande estoque de livros e direitos autorais, e retirou-se para a vida privada. A partir dessa data aplicou as suas energias na University Life Assurance Company e em outros empreendimentos que estava interessado, seja como diretor ou acionista.
Valpy também fundou o Classical Journal em 1810, e o administrou até dezembro de 1829, e de março de 1813 a dezembro de 1828, publicou o Pamphleteer em edições trimestrais. Seu primeiro grande trabalho foi a reedição em grego do “Thesaurus Græcæ linguae” de Henri Estienne, o Jovem. O “Thesaurus”, que Valpy e Edmund Henry Barker editaram, foi publicado entre 1816 e 1828 em doze volumes, e o último deles foi em duas partes, contendo a Glossaria Græco-Latina de Philippe Labbe.
Entre 1819 e 1830, Valpy reeditou em 141 volumes o muito conhecido Delphin Classics, sob o cuidado editorial de George Dyer e, de janeiro de 1822 a dezembro de 1825, foi patrono, impressor e editor de um periódico chamado The Museum. Durante os anos de 1830–1834 publicou The Family Classical Library; English translations of Greek and Latin classics, em cinquenta e dois volumes, e em 1831 começou um Epitome of English Literature, na parte filosófica da qual apareceu uma condensação da The Principles of Moral and Political Philosophy e da Evidences of Christianity de William Paley; An Essay Concerning Human Understanding de John Locke. Uma edição do The Plays and Poems of Shakspeare foi publicado por ele em quinze volumes (1832–1834), e em 1834 começou um trabalho de série sobre a National Gallery of Painting and Sculpture, mas muito pouco dele chegou a ser concluída.

## Família
Valpy casou-se em Burrington, Somerset, em 25 de fevereiro de 1813, com Harriet, a terceira filha de Sydenham Teast Wylde, vigário da paróquia. Morreu em Londres, sem deixar filhos, em 19 de novembro de 1854. Ela sobreviveu a ele, morrendo em 19 de junho de 1864.
O irmão mais novo de Abraham Valpy, William Henry Valpy, migrou para a Nova Zelândia onde se tornou um colono proeminente na região de Dunedin. A esposa de William, Caroline Valpy, e as filhas, Ellen Jeffreys (nascida Valpy) e Juliet Valpy conquistaram reputação como artistas talentosas naquele país. Outra filha, Arabella Valpy, foi fundamental para trazer o Exército da Salvação para a Nova Zelândia e outra filha, Catherine Fulton, nascida Valpy, era sufragista na Nova Zelândia. Os subúrbios de Dunedin, Caversham e Forbury, foram batizados por William em homenagem às suas raízes em Reading.